# アルドース-1-デヒドロゲナーゼ
アルドース-1-デヒドロゲナーゼ（aldose 1-dehydrogenase）は、次の化学反応を触媒する酸化還元酵素である。
D-アルドース + NAD+ {\displaystyle \rightleftharpoons } D-アルドノラクトン + NADH + H+
すなわち、この酵素の基質はD-アルドースとNAD+、生成物はD-アルドノラクトンとNADHとH+である。
組織名はD-aldose:NAD+ 1-oxidoreductaseで、別名に「アルドースデヒドロゲナーゼ」、「デヒドロゲナーゼ, D-アルドヘキソース」がある。